# 韓国の鉄道駅一覧 さ-そ
| あ - お | か - こ | さ - そ | た - と | な - の | は - ほ | ま - も | や - わ行 |

韓国の鉄道駅一覧 さ - そは、大韓民国の鉄道駅のうち、さからそで始まるものの一覧である。
なるべく読みを付け、同名・同表記の駅には事業者名も付した。

## さ行
- 4.19民主墓地駅 - （サイルグミンジュミョジえき）
- 沙月駅 - （サウォルえき）
- 四佳亭駅 - （サガジョンえき）
- 沙谷駅 - （サゴクえき）
- 沙上駅 - （ササンえき・韓国鉄道公社）
- 沙上駅 - （ササンえき・釜山交通公社、釜山-金海軽電鉄）
- 社稷駅 - （サジクえき）
- 舎堂駅 - （サダンえき）
- 沙下駅 - （サハえき）
- 砂平駅 - （サピョンえき）
- 挿橋駅 - （サプキョえき）
- 舎北駅 - （サブクえき）
- 三陽駅 - （サミャンえき）
- 三陽サゴリ駅 - （サミャンサゴリえき）
- 三街駅 - （サムガえき）
- 三角地駅 - （サムガクチえき）
- 三山駅 - （サムサンえき）
- 三山体育館駅 - （サムサンチェユックァンえき）
- 三成駅 - （サムソンえき）
- 三松駅 - （サムソンえき）
- 三省駅 - （サムソンえき）
- 三成中央駅 - （サムソンチュンアンえき）
- 三灘駅 - （サムタンえき）
- 三陟駅 - （サムチョクえき）
- 三陟海辺駅 - （サムチョケビョンえき）
- 三洞駅 - （サムドンえき）
- 三浪津駅 - （サムナンジンえき）
- 参礼駅 - （サムネえき）
- 乷味駅 - （サルミえき）
- 思陵駅 - （サルンえき）
- 上一洞駅 - （サンイルトンえき）
- 上月谷駅 - （サンウォルゴクえき）
- 上葛駅 - （サンガルえき）
- 上渓駅 - （サンゲえき）
- 上水駅 - （サンスえき）
- 山城駅 - （サンソンえき）
- 上泉駅 - （サンチョンえき）
- 双村駅 - （サンチョンえき）
- 上道駅 - （サンドえき）
- 上東駅 - （サンドンえき）
- 上洞駅 - （サンドンえき）
- 上峴駅 - （サンヒョンえき）
- 上鳳駅 - （サンボンえき）
- 山本駅 - （サンボンえき）
- 尚武駅 - （サンムえき）
- 双門駅 - （サンムンえき）
- 双龍駅 - （サンニョンえき・韓国鉄道公社太白線）
- 双龍駅 - （サンヨンえき・韓国鉄道公社長項線）
- 常緑樹駅 - （サンロッスえき）
- 上往十里駅 - （サンワンシムニえき）

## し行
- 時雨駅- （シウえき）
- 市庁駅 - （シチョンえき・ソウル交通公社）
- 市庁駅 - （シチョンえき・大田交通公社）
- 市庁駅 - （シチョンえき・釜山交通公社）
- 市庁・龍仁大駅 - （シチョン・ヨンインデえき）
- 新里門駅 - （シニムンえき）
- 新龍山駅 - （シニョンサンえき）
- 新延寿駅 - （シニョンスえき）
- 新院駅 - （シヌォンえき）
- 新興駅 - （シヌンえき）
- 市民公園駅 - （シミンゴンウォンえき）
- 深川駅（シムチョンえき）
- 神林駅 - （シルリムえき）
- 新礼院駅 - （シルレウォンえき）
- 新葛駅 - （シンガルえき）
- 新基駅 - （シンギえき）
- 新基駅 - （シンギえき）
- 新吉駅 - （シンギルえき）
- 新吉温泉駅 - （シンギル・オンチョンえき）
- 新金湖駅 - （シングムホえき）
- 新巨駅 - （シンゴえき）
- 新孔徳駅 - （シンゴンドクえき）
- 新沙駅 - （シンサえき）
- 新長林駅 - （シンジャンニムえき）
- 新中洞駅 - （シンジュンドンえき）
- 新亭駅 - （シンジョンえき）
- 新亭ネゴリ駅 - （シンジョンネゴリえき）
- 新設洞駅 - （シンソルドンえき）
- 新城駅 - （シンソンえき）
- 新踏駅 - （シンダプえき）
- 新堂駅 - （シンダンえき）
- 新灘津駅 - （シンタンジンえき）
- 新炭里駅 - （シンタンニえき）
- 新昌駅 - （シンチャンえき）
- 新昌原駅 - （シンチャンウォンえき）
- 新村駅 - （シンチョンえき・韓国鉄道公社）
- 新村駅 - （シンチョンえき・ソウル交通公社）
- 新川駅 - （シンチョンえき）
- 新泰仁駅 - （シンテインえき）
- 新大方駅 - （シンデバンえき）
- 新大方サムゴリ駅 - （シンデバンサムゴリえき）
- 新屯陶芸村駅 - （シンドゥンドイェチョンえき）
- 新道林駅 - （シンドリムえき）
- 新洞駅 - （シンドンえき）
- 新南駅 - （シンナムえき）
- 新寧駅 - （シンニョンえき）
- 新論峴駅 - （シンノンヒョンえき）
- 新傍花駅 - （シンバンファえき）
- 新盤浦駅 - （シンバンポえき）
- 新平駅 - （シンピョンえき）
- 新興駅 - （シンフンえき・ソウル交通公社）
- 新興駅 - （シンフンえき・大田交通公社）
- 新豊駅 - （シンプンえき）
- 新海雲台駅 - （シンヘウンデえき）
- 新浦駅 - （シンポえき）
- 新望里駅 - （シンマンニえき）
- 新梅駅 - （シンメえき）
- 新木洞駅 - （シンモクトンえき）
- 新林駅 - （シンリムえき）

## す行
- 寿安駅 - （スアンえき）
- 水安保温泉駅 - （スアンボオンチョンえき）
- 水原駅 - （スウォンえき）
- 水原市庁駅 - （スウォンシチョンえき）
- 淑大入口駅 - （スクデイックえき）
- 淑嶝駅 - （スクトゥンえき）
- 水枝区庁駅 - （スジグチョンえき）
- 水亭駅 - （スジョンえき）
- 寿進駅 - （スジンえき）
- 水色駅 - （スセクえき）
- 水西駅 - （スソえき）
- 寿城アルファシティ駅 - （スソンアルファシティえき）
- 寿城区庁駅 - （スソングチョンえき）
- 寿城区民運動場駅 - （スソングミンウンドンジャンえき）
- 寿城市場駅 - （スソンシジャンえき）
- 寿城池駅 - （スソンモッえき）
- 薮内駅 - （スネえき）
- 水踰駅 - （スユえき）
- 水営駅 - （スヨンえき・釜山交通公社）
- 水落山駅 - （スラッサンえき）
- 修理山駅 - （スリサンえき）
- 首露王陵駅 - （スロワンヌンえき）
- 崇義駅 - （スンイえき）
- 崇実大入口駅 - （スンシルデイックえき）
- 順天駅 - （スンチョンえき）
- 承富駅 - （スンブえき）

## せ行
- セジョル駅 - （セジョルえき）
- 世宗大王陵駅 - （セジョンデワンヌンえき）
- 細川駅 - （セチョンえき）
- セッカン駅 - （セッカンえき）
- 洗馬駅 - （セマえき）
- セマル駅 - （セマルえき）
- 細柳駅 - （セリュえき）
- センタム駅 - （センタムえき）
- センタムシティ駅 - （センタムシティえき）
- セントラルパーク駅 - （セントラルパークえき）

## そ行
- 蘇伊駅 - （ソイえき）
- 西原州駅 - （ソウォンジュえき）
- ソウル駅 - （ソウルえき）
- ソウル駅駅 - （ソウルヨクえき）
- ソウルの森駅 - （ソウルスプえき）
- ソウル大入口駅 - （ソウルデイックえき）
- 西江大駅 - （ソガンデえき）
- 西慶州駅 - （ソギョンジュえき）
- 西光州駅 - （ソグァンジュえき）
- 石渓駅 - （ソッケえき）
- 石水駅 - （ソッスえき）
- 石村駅 - （ソクチョンえき）
- 西区庁駅 - （ソグチョンえき）
- 石泉サゴリ駅 - （ソクチョンサゴリえき）
- 石坮駅 - （ソクテえき）
- 石南駅 - （ソクナムえき）
- 石バウィ市場駅 - （ソクバウィシジャンえき）
- 石仏駅 - （ソクプルえき）
- 石浦駅 - （ソクポえき）
- 素砂駅 - （ソサえき）
- 小井里駅 - （ソジョンニえき）
- 西井里駅 - （ソジョンリえき）
- 西生駅 - （ソセンえき）
- 瑞倉駅 - （ソチャンしんごうじょう）
- 瑞草駅 - （ソチョえき）
- 舒川駅 - （ソチョンえき）
- 所台駅 - （ソテえき）
- 西大田駅 - （ソデジョンえき）
- 西大田ネゴリ駅 - （ソデジョンネゴリえき）
- 西大門駅 - （ソデムンえき）
- 書洞駅 -（ソドンえき）
- 西東灘駅 - （ソドンタンえき）
- 仙遊島駅 - （ソニュドえき）
- 書峴駅 - （ソヒョンえき）
- 西氷庫駅 - （ソビンゴえき）
- 西華城駅 - （ソファソンえき）
- 西釜山流通地区駅 - （ソブサンりゅうつうちくえき）
- 西部女性会館駅 - （ソブヨソンフェグァンえき）
- 西面駅 - （ソミョンえき）
- 西門市場駅 - （ソムンシジャンえき）
- 逍遥山駅 - （ソヨサンえき）
- ソルセム駅 - （ソルセムえき）
- ソルバッ公園駅 - （ソルバッコンウォンえき）
- 舌化ミョン谷駅 - （ソルファミョンゴクえき）
- 蘇萊浦口駅 - （ソレポグえき）
- 成均館大駅 - （ソンギュングァンデえき）
- 松汀公園駅 - （ソンジョンこうえんえき）
- 宣靖陵駅 - （ソンジョンヌンえき）
- 松亭駅 - （ソンジョンえき・ソウル交通公社）
- 松亭駅 - （ソンジョンえき・韓国鉄道公社）
- 松汀公園駅 -（ソンジョンこうえんえき）
- 宣靖陵駅 - （ソンジョンヌンえき）
- 誠信女大入口駅 - （ソンシンヨデイックえき）
- 聖水駅 - （ソンスえき）
- 城西産業団地駅 - （ソンソサノプタンジえき）
- 松炭駅 - （ソンタンえき）
- 聖堂池駅 - （ソンダンモッえき）
- 松島駅 - （ソンドえき）
- 松内駅 - （ソンネえき）
- 松坡駅 - （ソンパえき）
- ソンバウィ駅 - （ソンバウィえき）
- 仙鶴駅 - （ソンハクえき）
- 仙坪駅 - （ソンピョンえき）
- 成歓駅 - （ソンファンえき）
- 星福駅 - （ソンボクえき）
- 宣陵駅 - （ソンルンえき）